# Exocentrus subniger
Exocentrus subniger là một loài bọ cánh cứng trong họ Cerambycidae.